# Wally Waller
Wally Waller, né Alan Edward Waller le 9 avril 1944 à Barnehurst, dans le Kent, est un musicien anglais.

## Biographie
Il commence à jouer de la musique au début des années 1960, et tient la guitare rythmique au sein du groupe Bern Elliott and the Fenmen, fondé en 1961, qui rencontre un net succès avec sa reprise de Money en 1963. Après le départ de Bern Elliott à la mi-1964, les Fenmen continuent à jouer pendant deux ans, mais finissent par se dissoudre fin 1966.
Waller, de même que le batteur des Fenmen John Povey, rejoint alors les Pretty Things, le groupe de son ami d'enfance Phil May ; il remplace le bassiste John Stax pour la fin des sessions d'enregistrement de l'album Emotions. Waller devient rapidement un membre indispensable du groupe, jouant de nombreux instruments en plus de la basse (guitare, piano, instruments à vent...), coécrivant et chantant plusieurs titres sur les albums S.F. Sorrow (1968) et Parachute (1970).
Lorsque les Pretty Things se séparent, fin 1970, Waller entame une carrière dans la production chez EMI. Cela ne l'empêche pas, en 1972, de produire pour Warner l'album suivant des Pretty Things, Freeway Madness, sous le pseudonyme d'Asa Jones. Il rejoint le groupe en 1978 pour l'album Cross Talk, puis le quitte à nouveau en 1981, ayant entre-temps sorti divers projets en solo. En 1995, il est de la reformation des Pretty Things, et joue avec eux jusqu'en 2007, avant d'arrêter les concerts pour des raisons de santé.